# Lichenophanes funebris
Lichenophanes funebris är en skalbaggsart som beskrevs av Pierre Lesne 1938. Lichenophanes funebris ingår i släktet Lichenophanes och familjen kapuschongbaggar. Inga underarter finns listade i Catalogue of Life.